# داستين رووي
داستين رووي (بالإنجليزية: Dustin Rowe)‏ هو سياسي أمريكي، ولد في 23 سبتمبر 1975 في أدا في الولايات المتحدة. حزبياً، نشط في الحزب الجمهوري.